# Петко Ганев
Петко Ганев (роден на 17 септември 1996 г.) е български футболист, защитник. Син на футболиста от 80-те и 90-те години на ХХ век Таньо Ганев.
Петко Ганев е юношески национал на България.